# Comté de Darke
Le comté de Darke (en anglais : Darke County) est un des 88 comtés de l'État de l'Ohio, aux États-Unis.
Son siège est fixé à Greenville.
La limite ouest du comté borde la frontière entre l'Ohio et l'Indiana sur environ 50 km.

## Comtés adjacents
- dans l'Ohio :
  - comté de Mercer, au nord,
  - comté d'Auglaize, au nord-est,
  - comté de Shelby, au nord-est,
  - comté de Miami, à l'est,
  - comté de Montgomery, au sud-est,
  - comté de Preble, au sud,
- dans l'Indiana :
  - comté de Wayne, au sud-ouest,
  - comté de Randolph, à l'ouest,
  - comté de Jay, au nord-ouest.